# 新田镇 (万州区)
新田镇是重庆市万州区所辖的一个镇，因驻地新开田而得名，现新田镇是由原新田镇、新田乡在2004年合并而成，面积104.4平方公里，下辖31个行政村，3个社区居委会，人口总计72697人。 
镇政府驻地新田镇距万州主城区16.5公里，海拔180米，全镇地属丘陵，最高处溪口乡荆竹，海拔1200米；最低处谭绍溪码头，海拔110.7米，大部分为沙土、夹沙土、红石骨子土，小部分靠长江边为卵石黄泥土。年平均气温18℃，最高气温41℃（七月），最低温度-3摄氏度（一月）。年降水量1200毫米，无霜期300天左右。水库11座，耕地面积5.45万亩。主产水稻、玉米、薯类、小麦、花生、油菜籽等，特产柑橘、茶叶、蚕茧、油橄榄等。
镇内有新田场、白水溪、涪滩3条街道，其中主街新田场总长度594米，是全镇商业、服务业和集市贸易中心。境内镇办企业有新田水泥场、良种繁殖场等，其他有白水航运公司、灰沙砖厂、农机厂、粮油加工厂、农具厂、供销社、建筑公司等。 